# 福慶橋 (越南)
福慶橋（越南语：／），或稱福慶大橋，是一座越南同奈省仁澤縣以及胡志明市芹蒢縣的一座在建的橋樑。橋樑橫跨西貢河的支流龍頭河，於2015年動工。

## 計畫與設計
福慶橋是南北高速公路西線計畫𤅶溧－隆城高速公路的第三座橋樑。福慶橋跨過龍頭河，連結同奈省仁澤縣以及胡志明市芹蒢縣。它也將作為邊和－頭頓高速公路的一部分，為連結曼谷、金邊、胡志明市和頭頓市的東南亞海濱公路提供通道。
根據設計，福慶橋長3,186米，寬21.75米。建成後，福慶大橋將以55公尺的高度，成為越南通航淨空高度最高的橋樑。福慶橋設計時速為80公里/小時，雙向四車道。初始投資金額為1.623億美元，最初計劃於2019年完工。

## 建造
福慶橋得到日本國際協力機構的資金及技術支援。2015年7月18日，福慶橋舉行奠基儀式。但據報導，在2018年，橋樑的進度已經落後於其他工程，一條連結福慶橋的4.7公里長道路在已經先於橋樑完工。由於建設資金短缺，橋樑建設進展並不順利。2019年10月，由於資金短缺，福慶橋停工。當地官員試圖協調福慶橋的資金問題，但是沒有成功。
2021年，一艘貨輪在龍頭河興河縣福慶社對出水域時熄火，漂流的貨輪撞上福慶橋項目的起重機，這起事故造成造成福慶橋建設項目的起重機以及腳手架倒塌。